# Kvarnsjön (Undenäs socken, Västergötland, 650580-142581)
Kvarnsjön är en sjö i Karlsborgs kommun i Västergötland och ingår i Motala ströms huvudavrinningsområde. Sjön har en area på 0,0975 kvadratkilometer och ligger 139,4 m ö.h.

## Delavrinningsområde
Kvarnsjön ingår i det delavrinningsområde (650543-142592) som SMHI kallar för Mynnar i Vättern. Medelhöjden är 160 m ö.h. och ytan är 15,56 kvadratkilometer. Det finns inga delavrinningsområden uppströms utan avrinningsområdet är högsta punkten. Vattendraget som avvattnar avrinningsområdet har biflödesordning 2, vilket innebär att vattnet flödar genom totalt 2 vattendrag innan det når havet efter 138 kilometer. Delavrinningsområdet består mestadels av skog (89 procent). Avrinningsområdet har 2,64 kvadratkilometer vattenytor vilket ger avrinningsområdet en sjöprocent på 2,2 procent. Bebyggelsen i området täcker en yta av 1,76 kvadratkilometer eller 1 procent av avrinningsområdet.